# Xylographus perforatus
Xylographus perforatus là một loài bọ cánh cứng trong họ Ciidae. Loài này được Gerstaecker miêu tả khoa học năm 1871.